# Психоделическое искусство

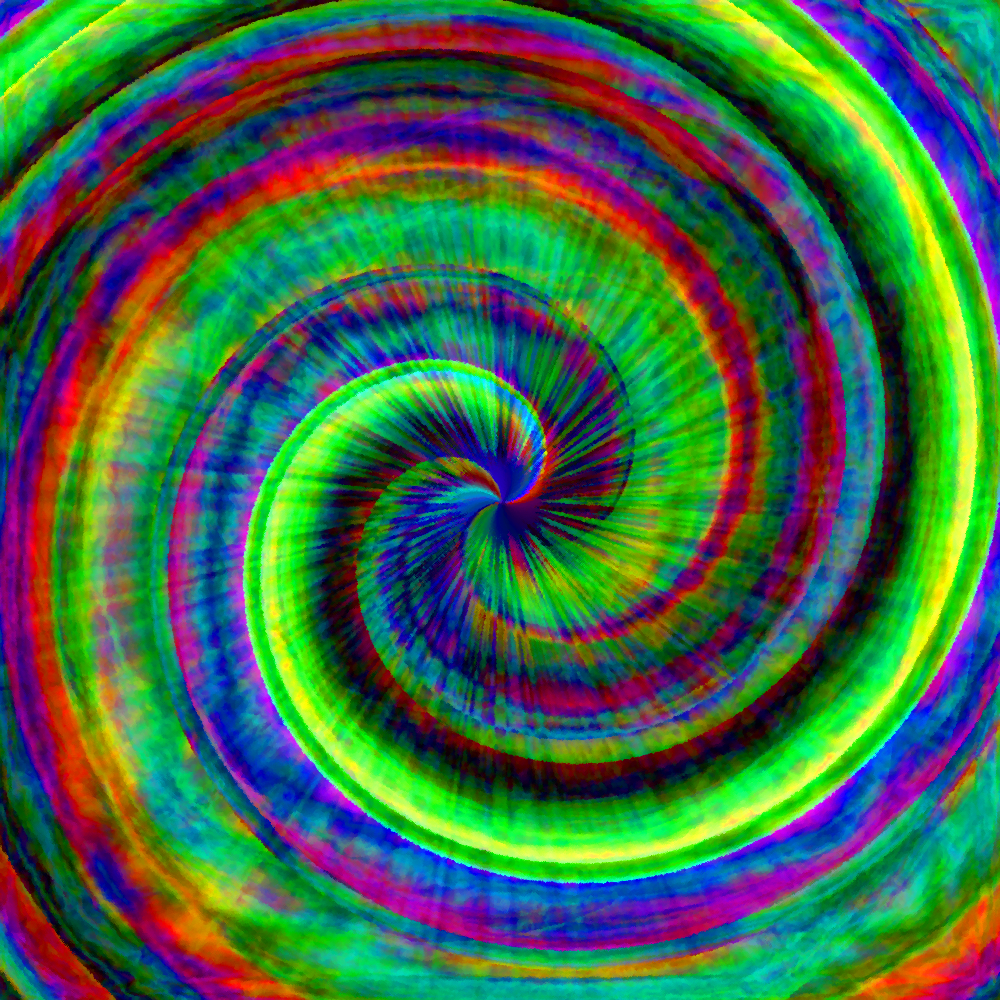
Психоделическая живопись

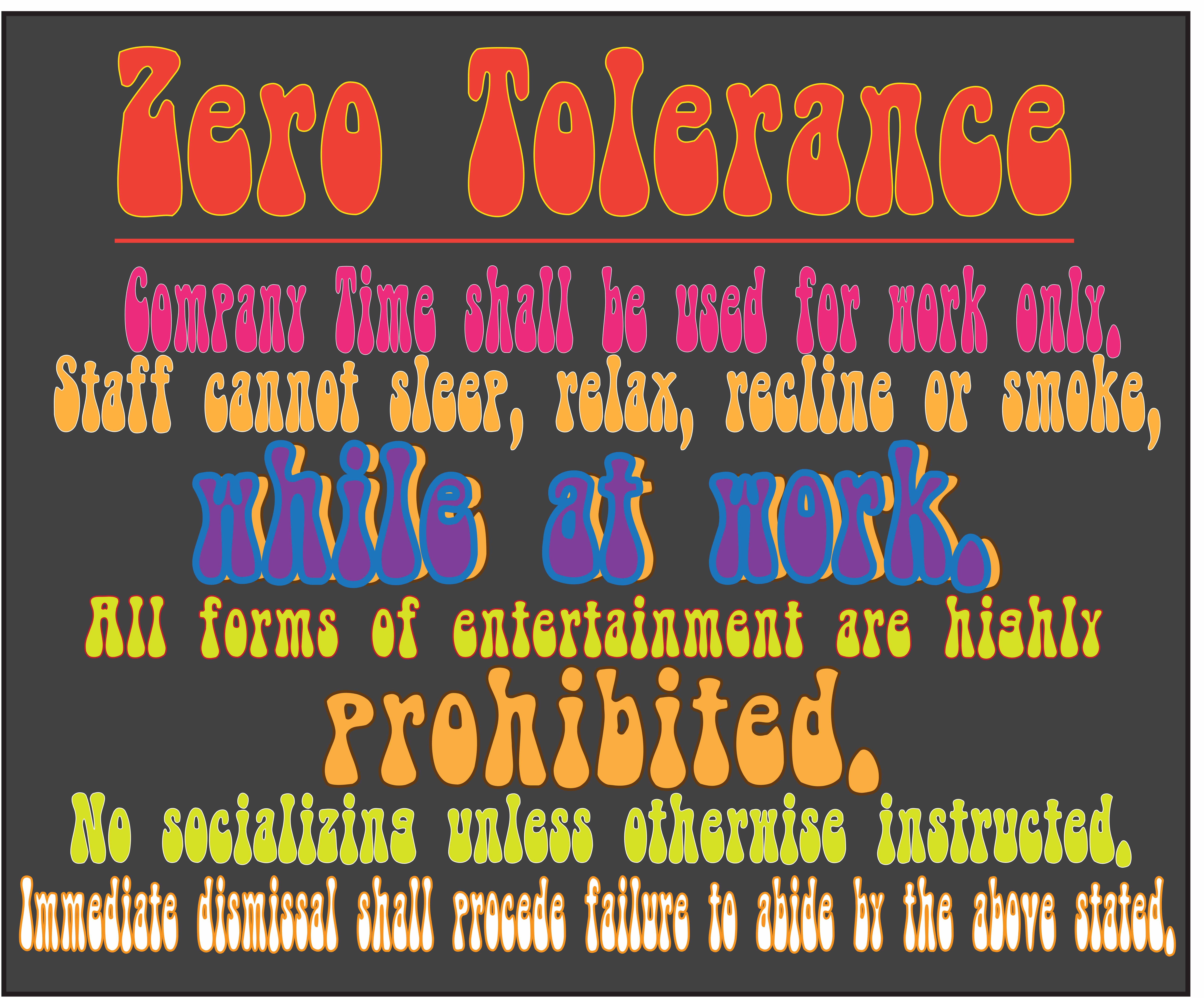
Постер, выполненный в стилистике психоделики

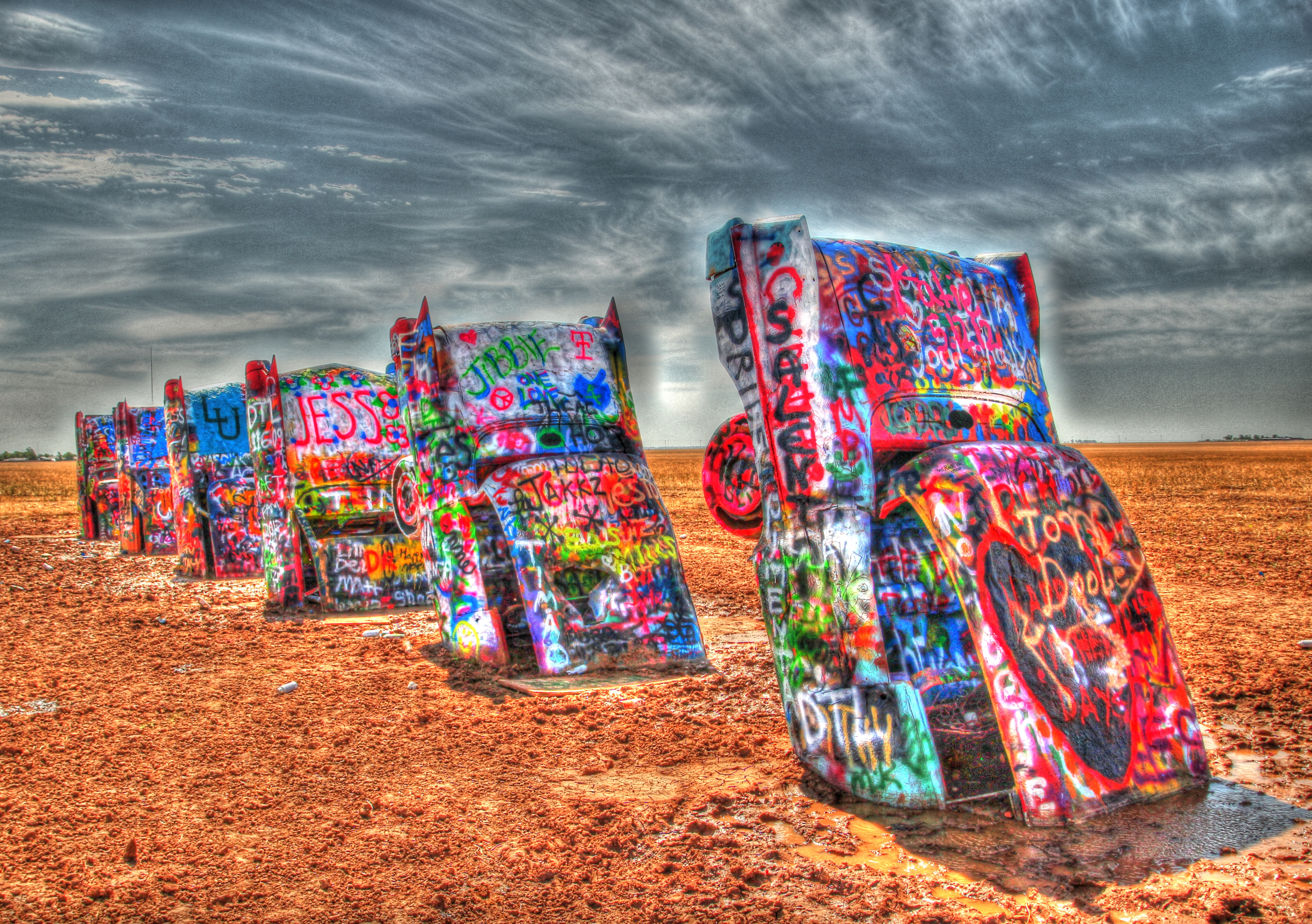
Пример инсталляции в стиле психоделики

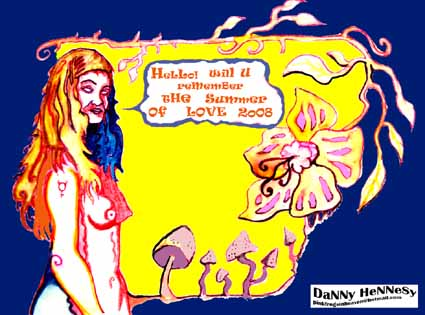
Психоделический комикс

Психоделическое искусство — направление искусства, художественное или визуальное представление, вдохновлённое психоделическими переживаниями или галлюцинациями, известными как следствие приёма психоактивных препаратов (таких, как ЛСД и псилоцибин). Под психоделическим искусством, как правило, подразумеваются те произведения, которые создаются под воздействием наркотиков либо описывают наркотические эффекты.
Слово «психоделия» (придуманное британским психологом Хамфри Осмондом) означает «проявление ума». По этому определению все художественные усилия по изображению внутреннего мира психики можно считать «психоделическими». В общих словах «психоделическое искусство» относится прежде всего к художественному движению контркультуры конца 1960- х годов, ⁣в котором представлены сильно искажённые или сюрреалистические визуальные эффекты, яркие цвета и полные спектры, а также анимация (включая мультфильмы), чтобы вызывать, передавать или усиливать психоделические переживания.
Психоделическое изобразительное искусство было аналогом психоделической рок-музыки. Концертные плакаты, обложки альбомов, световые шоу, произведения художественного искусства, фрески, комиксы и многое другое отражали не только калейдоскопически циркулирующие цветовые узоры галлюцинаций ЛСД, но и революционные политические, социальные и духовные чувства, вдохновлённые взглядами психоделически изменённого сознания.

## Особенности
Некоторые отличительные черты работ психоделического искусства:
- Фантастический, метафизический и сюрреалистический аспект
- Калейдоскопические, фрактальные или бута орнаменты
- Яркие и/или очень контрастные цвета
- Чрезвычайная глубина детализации или стилизация деталей. Стилистика Horror vacui.
- Морфинг объектов или тем, а иногда и коллаж
- Фосфены, спирали, концентрические круги, дифракционные картины и другие энтоптические мотивы
- Повторение мотивов
- Инновационная типографика и рукописные надписи, включая деформацию и транспозицию позитивных и негативных пространств

## Происхождение
Среди художественных предтеч психоделического искусства можно отметить следующих авторов и художников: маркиз де Сад[уточнить], Фридрих Ницше, Лотреамон, Луи-Фердинанд Селин, Станислав Виткевич, Антонен Арто, Жорж Батай, Уильям Берроуз, Де Куинси, Теренс Маккена, Карлос Кастанеда. Михаил Булгаков является первым писателем, описавшим наркотические галлюцинации. В частности исследователи искусства Тим Лапетино и Джеймс Орок прослеживают связь психоделического искусства с дадаизмом, сюрреализмом, леттризмом, ситуационизмом.
Психоделическое искусство основано на представлении о том, что изменённые состояния сознания, вызванные психоделическими наркотиками, являются источником художественного вдохновения. Психоделическое художественное движение похоже на сюрреалистическое движение в том, что оно предписывает механизм для получения вдохновения. Принимая во внимание, что механизм сюрреализма — соблюдение снов, психоделический художник обращается к галлюцинациям, вызванным наркотиками. Оба движения тесно связаны с важными событиями в науке. В то время как сюрреалисты были вдохновлены теорией бессознательного Фрейда, психоделические художники были именно «созданы» открытием Альберда Хофмана синтезировавшего ЛСД.
Первые примеры «психоделического искусства» скорее литературные, чем визуальные, хотя в художественном движении сюрреализма есть таких примеры как творчество Ремедиос Варо и Андре Массона. Однако следует отметить, что они переняли увлечение сюрреализмом от писателей, вовлечённых в сюрреалистическое движение. Так Антонен Арто пишет о своём опыте употребления пейота в «Путешествии в Страну Тараумара» (1937), а Анри Мишо написал «Несчастное чудо» (1956), чтобы описать свои эксперименты с мескалином и гашишем, «Двери восприятия» (1954) и «Небеса и ад» (1956) Олдоса Хаксли считаются вполне определёнными утверждениями о психоделическом опыте. В психоделической фантастике выделяется творчество Яна Вайсса, сюжеты чьих романов «Спящий в зодиаке» (1937) и «Дом в тысячу этажей» (1929) имели автобиографические черты.
Альберт Хофманн и его коллеги из Лабораторий Сандоз синтезировали ЛСД в 1943 году. В течение двух десятилетий после его открытия, усилиями Лабораторий Сандоз, был признан как важный препарат для психологических и неврологических исследований. Хофманн также видел потенциал препарата для поэтов и художников и проявлял большой интерес к психоделическим экспериментам немецкого писателя Эрнста Юнгера.
Ранние художественные эксперименты с ЛСД были проведены в клиническом контексте психиатром из Лос-Анджелеса Оскаром Джанигером. Джанигер попросил группу из 50 разных художников сделать картины из жизни на усмотрение авторов. Впоследствии их попросили сделать те же картины под воздействием ЛСД. Две картины были сопоставлены Джанигером, а также художниками. Художники почти единодушно признавали, что ЛСД является стимулом для их творчества.
Психоделики были горячо восприняты американской контркультурой. Поэты-битники Аллен Гинзберг и Уильям Берроуз увлеклись психоделическими наркотиками

## Контркультура 1960-х годов
Ведущими сторонниками движения психоделического искусства 1960-х годов были художники из Сан-Франциско рисовавшие плакаты, такие как: Рик Гриффин, Виктор Москосо, Бонни Маклин, Стэнли Маус и Элтон Келли и Уэс Уилсон. Их психоделические произведения были вдохновлены стилями модерна, дадаизма и поп-арта.
Плакаты серии «Fillmore Posters» были одними из самых заметных в то время. Богатые насыщенные цвета с ярким контрастом, тщательно продуманные декоративные надписи, симметричная композиция, элементы коллажа, желеобразные искажения и причудливая иконография — все это отличительные черты психоделического постерного искусства Сан-Франциско. Стиль процветал примерно с 1966 по 1972 год. Они сразу же повлияли на обложки альбомов виниловых пластинок множества американских исполнителей того времени,,.
Хотя Сан-Франциско оставался центром психоделического искусства в начале 1970-х годов, этот стиль также развивался на международном уровне: британская художница Бриджит Райли прославилась своими картинами создающими оптические иллюзии. Мати Кларвейн создал психоделические обложки для фьюжн-альбомов Майлза Дэвиса, а также для латинского рок-исполнителя Карлоса Сантаны. Pink Floyd активно сотрудничала с лондонскими дизайнерами Hipgnosis, чтобы создать графику, поддерживающую концепции их альбомов. Виллем де Риддер создал обложку для Ван Моррисона. Художники в Лос-Анджелесе, такие как Джон Ван Хамерсвельд, Уоррен Дейтон и Арт Беваква, а также нью-йоркские художники Питер Макс и Милтон Глейзер — создавали плакаты для концертов и антивоенных митингов. Обложка и ведущая статья журнала Life для номера от 1 сентября 1967 года в разгар Лета любви была посвящена рассвету психоделического искусства.
Психоделические световые шоу были новой формой искусства, разработанной для рок-концертов. Используя масляные и водоэмульсионные краски, художники светового шоу, раскрашивали осветительные линзы и создавали визуальные эффекты, которые пульсировали в такт музыке. Братство Света было ответственным за многие световые шоу на психоделических рок-концертах в Сан-Франциско.
В начале 1970-х годов ЛСД начали наносить на промокательную бумагу, и это привело к появлению специальной художественной формы украшения доз готового к употреблению наркотика. Часто промокательную бумагу украшали крошечными знаками отличия на каждой перфорированной квадратной вкладке.
Позже произошла активизация использования наркотиков в художественных целях рейв-движением с помощью новых компьютерных технологий.

## Художники направления
- Пабло Амаринго[19]
- Brummbaer[20]
- Роберт Деннис Крамб[21]
- Роджер Дин[22]
- Мауриц Корнелис Эшер[23]
- Эрнст Фукс[24]
- Ханс Руди Гигер[25]
- Терри Гиллиам[26]
- Алекс Грей[27]
- Рик Гриффин[28]
- Мати Кларвейн[29]
- Питер Макс[30]
- Гилберт Шелтон[31]
- Грейс Слик[32]
- Луис Уэйн[33]